# پاگوویتس (استان اشوی‌داشکسیه)
پاگوویتس (به لهستانی: Pągowiec) یک منطقهٔ مسکونی در لهستان است که در گمینا راکوو واقع شده‌است. پاگوویتس ۷۸ نفر جمعیت دارد.